# بن فاستر (موسیقی‌دان)
بن فاستر (انگلیسی: Ben Foster؛ زادهٔ ۱۹۷۷) موسیقی‌دان، آهنگساز، اُرکستراتور و رهبر ارکستر اهل بریتانیا است.
از فیلم‌ها یا مجموعه‌های تلویزیونی که وی در آن‌ها نقش داشته‌است، می‌توان به تورچ وود، پرومتئوس، خاکستری، ۲۷ دست لباس،  مقبره امپراتور اژدها، راهنمای مسافران مجانی کهکشان، نامه‌هایی به ژولیت، رابین هود، سال کبیسه، ورونیکا تصمیم می‌گیرد بمیرد، کنتس، نه، فرنکلین، مرگ در تشییع جنازه، انجمن آخرالزمان آقایان، من کندی می‌خوام، ویران‌شده، شنل‌قرمزی ۲، بازی برای یادگاری، زندانیان، نظریه همه‌چیز، نوبل، پولترگایست، رونالدو، جکی، تمام چیزی که می‌بینم تو هستی، رودخانه ویند، دکتر هو، مریخ، شرلوک و بیمارستان گود کارما اشاره نمود.